# Lista de navios lançados em 1966
A seguir está uma lista como os navios lançados ao mar no ano de 1966.
| Data            | Navio                 | País           | Construtor                                   | Localização             | Classe                   | Notas                           |
| --------------- | --------------------- | -------------- | -------------------------------------------- | ----------------------- | ------------------------ | ------------------------------- |
| 6 de janeiro    | Talbot                | Estados Unidos | Bath Iron Works                              | Bath, Maine             | Classe Brooke            |                                 |
| 4 de fevereiro  | Stavanger             | Noruega        | Karljohansvern                               | Horten                  | Classe Oslo              |                                 |
| 5 de fevereiro  | Sir Winston Churchill | Reino Unido    | Richard Dunston Ltd                          | Hessle                  | Sail training ship       | Para Sail Training Association  |
| 8 de fevereiro  | Argonaut              | Reino Unido    | Hawthorn Leslie and Company                  | Hebburn, Inglaterra     | Classe Leander           |                                 |
| 12 de fevereiro | de junhoau            | Estados Unidos | Lockheed Shipbuilding                        | Seattle, Washington     | Classe Austin            |                                 |
| 25 de fevereiro | Queenfish             | Estados Unidos | Newport News Shipbuilding                    | Newport News, Virgínia  | Classe Sturgeon          |                                 |
| 26 de fevereiro | Sturgeon              | Estados Unidos | Electric Boat                                | Groton, Connecticut     | Classe Sturgeon          |                                 |
| 3 de março      | Svea                  | Suécia         | Lindholmens Varv                             | Gothenburg              | Balsa                    | for Rederi AB Svea              |
| 26 de março     | Niagara Falls         | Estados Unidos | National Steel & Shipbuilding                | San Diego, California   | Classe Mars              |                                 |
| 1 de abril      | Lyness                | Reino Unido    | Swan Hunter                                  | Wallsend, Inglaterra    | combat stores ship       |                                 |
| 4 de abril      | Richard L. Page       | Estados Unidos | Bath Iron Works                              | Bath, Maine             | Classe Brooke            |                                 |
| 5 de maio       | Brisbane              | Estados Unidos | Defoe Shipbuilding Company                   | Bay City, Michigan      | Classe Perth             | Para Royal Australian Navy      |
| 7 de maio       | Cleveland             | Estados Unidos | Ingalls Shipbuilding                         | Pascagoula, Mississippi | Classe Austin            |                                 |
| 14 de maio      | Samuel Gompers        | Estados Unidos | Puget Sound Naval Shipyard                   | Bremerton, Washington   | Classe Samuel Gompers    |                                 |
| 21 de maio      | Haddock               | Estados Unidos | Ingalls Shipbuilding                         | Pascagoula, Mississippi | Classe Permit            |                                 |
| 25 de maio      | Winston Churchill     | Itália         | Cantieri Navali del Tirreno e Riuniti S.P.A. | Génova                  | Balsa                    | for DFDS Seaways                |
| 22 de junho     | Ray                   | Estados Unidos | Newport News Shipbuilding                    | Newport News, Virgínia  | Classe Sturgeon          |                                 |
| 1 de julho      | Coronado              | Estados Unidos | Lockheed Shipbuilding                        | Seattle, Washington     | Classe Austin            |                                 |
| 21 de julho     | Will Rogers           | Estados Unidos | Electric Boat                                | Groton, Connecticut     | Classe Benjamin Franklin |                                 |
| 22 de julho     | Julius A. Furer       | Estados Unidos | Bath Iron Works                              | Bath, Maine             | Classe Brooke            |                                 |
| 26 de julho     | White Plains          | Estados Unidos | National Steel & Shipbuilding                | San Diego, California   | Classe Mars              |                                 |
| 6 de agosto     | Dubuque               | Estados Unidos | Ingalls Shipbuilding                         | Pascagoula, Mississippi | Classe Austin            |                                 |
| 15 de setembro  | Resolution            | Reino Unido    | Vickers Armstrong                            |                         | Classe Resolution        |                                 |
| 16 de setembro  | Puget Sound           | Estados Unidos | Puget Sound Naval Shipyard                   | Bremerton, Washington   | Classe Samuel Gompers    |                                 |
| 16 de setembro  | Stromness             | Reino Unido    | Swan Hunter                                  | Wallsend, Inglaterra    | combat stores ship       |                                 |
| 17 de setembro  | Pargo                 | Estados Unidos | Electric Boat                                | Groton, Connecticut     | Classe Sturgeon          |                                 |
| 29 de setembro  | Patricia              | Suécia         | Lindholmens Varv                             | Gothenburg              | Balsa                    | for Swedish Lloyd               |
| 7 de outubro    | Stalwart              | Austrália      | Cockatoo Island Naval Dockyard               | Sydney, New South Wales | Destroyer tender         |                                 |
| 14 de outubro   | Sunfish               | Estados Unidos | General Dynamics Quincy Shipbuilding         | Quincy, Massachusetts   | Classe Sturgeon          |                                 |
| 14 de outubro   | Whale                 | Estados Unidos | General Dynamics Quincy Shipbuilding         | Quincy, Massachusetts   | Classe Sturgeon          |                                 |
| 22 de outubro   | Shreveport            | Estados Unidos | Lockheed Shipbuilding                        | Seattle, Washington     | Classe Austin            |                                 |
| 19 de novembro  | Knox                  | Estados Unidos | Todd Pacific Shipyards                       | Seattle, Washington     | Classe Knox              |                                 |
| 25 de novembro  | Asagumo               | Japão          |                                              |                         | Classe Yamagumo          |                                 |
| 29 de novembro  | Otway                 | Reino Unido    | Scotts Shipbuilding and Engineering Company  | Greenock, Scotland      | Classe Oberon            |                                 |
| 16 de dezembro  | Lapon                 | Estados Unidos | Newport News Shipbuilding                    | Newport News, Virgínia  | Classe Sturgeon          |                                 |
| 17 de dezembro  | Concord               | Estados Unidos | National Steel & Shipbuilding                | San Diego, California   | Classe Mars              |                                 |
| 29 de dezembro  | Shota Rustaveli       | East Germany   | V.E.B. Mathias-Thesen Werft                  | Wismar                  | Classe Ivan Franko       | Para Black Sea Shipping Company |